# Rika Fujiwara
Rika Fujiwara (Tóquio, 19 de setembro de 1981) é uma ex-tenista profissional japonesa. Seu melhor ranking foi em duplas, o 13º, e seu único título foi na mesma modalidade.

## Finais no circuito WTA

### Duplas (1–5)
- 2002, WTA de Montreal: com Ai Sugiyama, perdeu para Ruano Pascual/Suárez;
- 2002, WTA de Xangai: com Ai Sugiyama, perdeu para Kournikova/Lee;
- 2002, WTA de Linz: com Ai Sugiyama, perdeu para Dokić/Petrova;
- 2010, WTA de Osaka: com Shuko Aoyama, perdeu para Chang/Osterloh;
- 2012, WTA de Kuala Lumpur: com Chan Hao-ching, perdeu para Chang/Chuang;
- 2012, WTA de Copenhague: com Kimiko Date-Krumm, ganhou de Arvidsson/Kanepi.